# Lodowy Szczyt
Lodowy Szczyt (słow. Ľadový štít, niem. Eistaler Spitze, węg. Jég-völgyi-csúcs) – najwyższy szczyt w grani głównej Tatr Wysokich, o wysokości 2628 m n.p.m. (według wcześniejszych pomiarów 2627 lub 2630 m). Nazwa góry pochodzi od długotrwale zalegających, zwłaszcza na jej północnych stokach, zlodowaciałych pól śniegowych.
Lodowy Szczyt należy do Wielkiej Korony Tatr.

## Topografia
Lodowy Szczyt jest trzecim co do wysokości (po Gerlachu i Łomnicy) samodzielnym szczytem tatrzańskim, a w okresie listopad 1938 – wrzesień 1939 był najwyższym szczytem Polski. Lodowy Szczyt jest silnie rozczłonkowany i opada graniami do Doliny Jaworowej (Javorová dolina), rozdzielając wiszące dolinki: Dolinę Zadnią Jaworową (Zadná Javorová dolina), Dolinę Suchą Jaworową (Suchá dolina) i Dolinę Śnieżną (Ľadová dolinka). Południowo-wschodnie ściany masywu górują nad Doliną Małej Zimnej Wody (Malá studená dolina).
Masyw oddzielony jest od Małego Lodowego Szczytu (Široká veža) Lodową Przełęczą (Sedielko), a od masywu Baranich Rogów (Baranie rohy) – Śnieżną Przełęczą (Ľadové sedlo).
Na północ od Lodowej Przełęczy znajdują się kolejno:
- Lodowa Kopa (Malý Ľadový štít, 2605 m), od której odchodzą dwie granie boczne: zachodnia Michałkowa Grań i wschodnia Lodowa Grań,
- Lodowa Szczerbina (Ľadová štrbina, 2579 m),
- Lodowe Czuby (Ľadové hrby),
- Wyżnia Lodowa Szczerbina (Vyšná ľadová štrbina),
- główny wierzchołek Lodowego Szczytu, od którego na zachód odchodzi Sobkowa Grań (Suchý hrebeň),
- Koński Ząb (Zub nad Koňom),
- Koński Karbik (Štrbina nad Koňom),
- Lodowy Koń (Ľadový kôň, Kôň),
- Ramię Lodowego (Ľadová priehyba, 2510 m),
- Lodowy Zwornik (Zadný Ľadový štít, 2515 m), od którego na zachód odchodzi Kapałkowa Grań (Ľadové veže),
- Wyżnia Lodowa Przełęcz (Vyšné Ľadové sedlo, 2447 m),
- Śnieżny Szczyt (Snehový štít, 2478 m),
- Śnieżny Zwornik (Snehová strážnica), od którego na północny zachód odchodzi Śnieżna Grań (Snehové veže),
- Wyżnia Śnieżna Przełęcz (Prielom pod Snehovým, 2420 m),
- Śnieżne Czuby (Snehový hrb, 2438 m),
- Śnieżna Przełęcz (Ľadové sedlo, 2354 m).

W Sobkowej Grani z głównym wierzchołkiem Lodowego Szczytu graniczy Sobkowa Czuba, oddzielona od niego Sobkowym Karbikiem (Suchý zárez) i wyraźniejszym Wyżnim Sobkowym Przechodem.
Dno Doliny Śnieżnej pokrywają wieczne śniegi. Naukowcy określili je jako wieczne pola firnowe (Kapałkowe Śnieżniki). Masyw Lodowego Szczytu jest najbogatszym w Tatrach skupiskiem roślinności turniowej. Naliczono tu 85 gatunków roślin zielnych, z czego 30 osiąga tu najwyższe w Tatrach wysokości występowania.

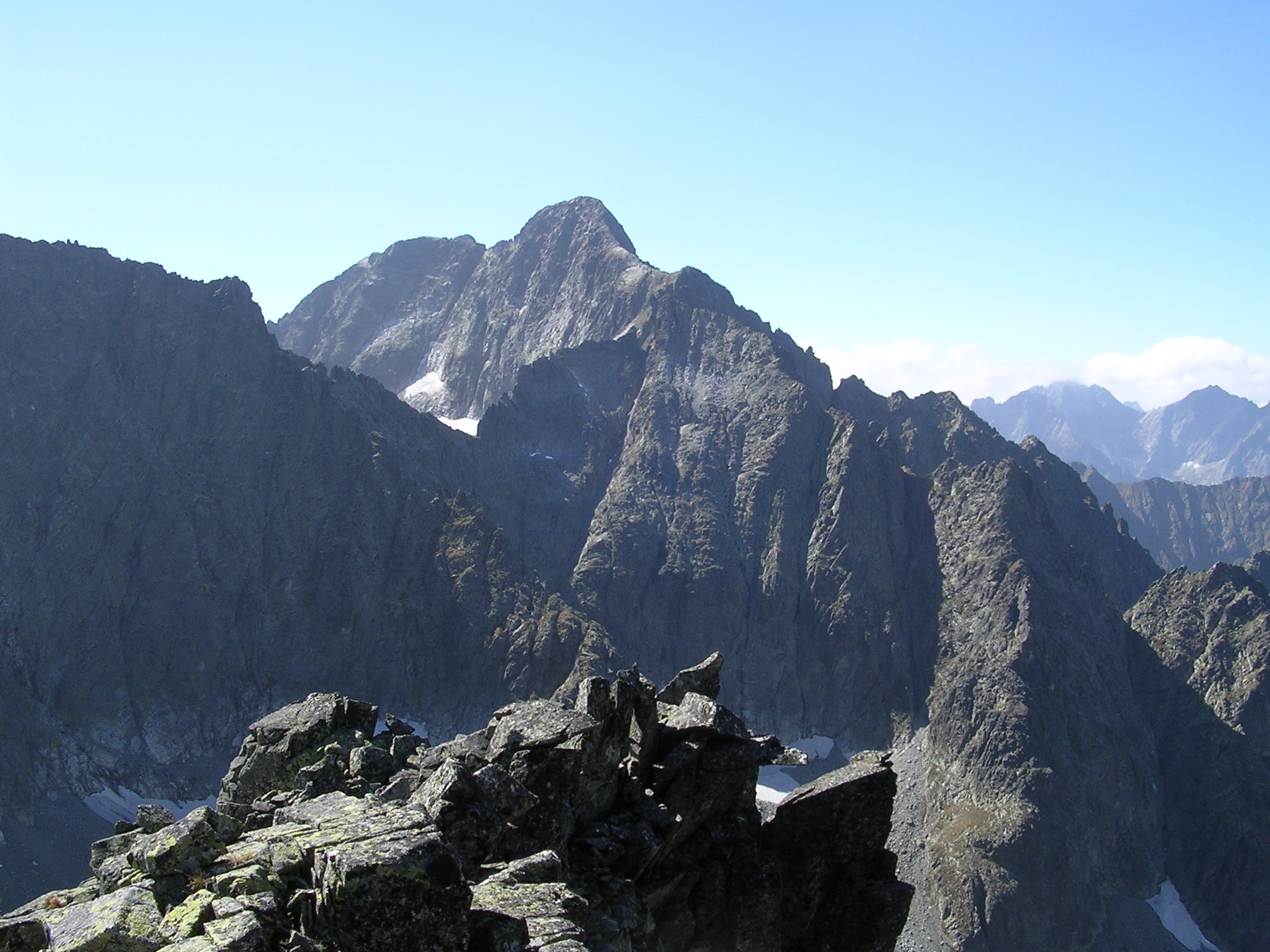
Lodowy Szczyt widziany z Kołowego Szczytu
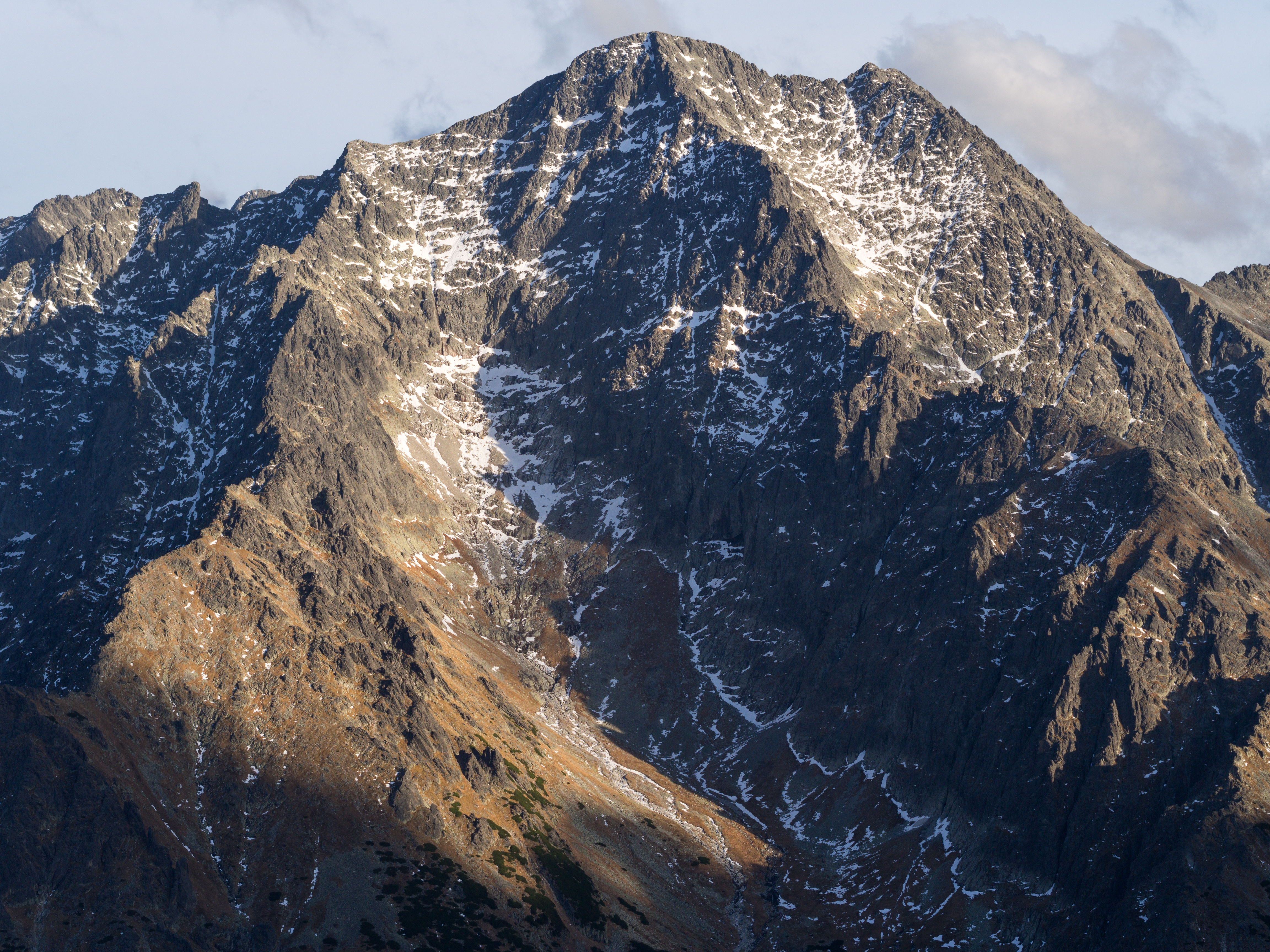
Lodowy Szczyt i Lodowa Kopa od strony zachodniej
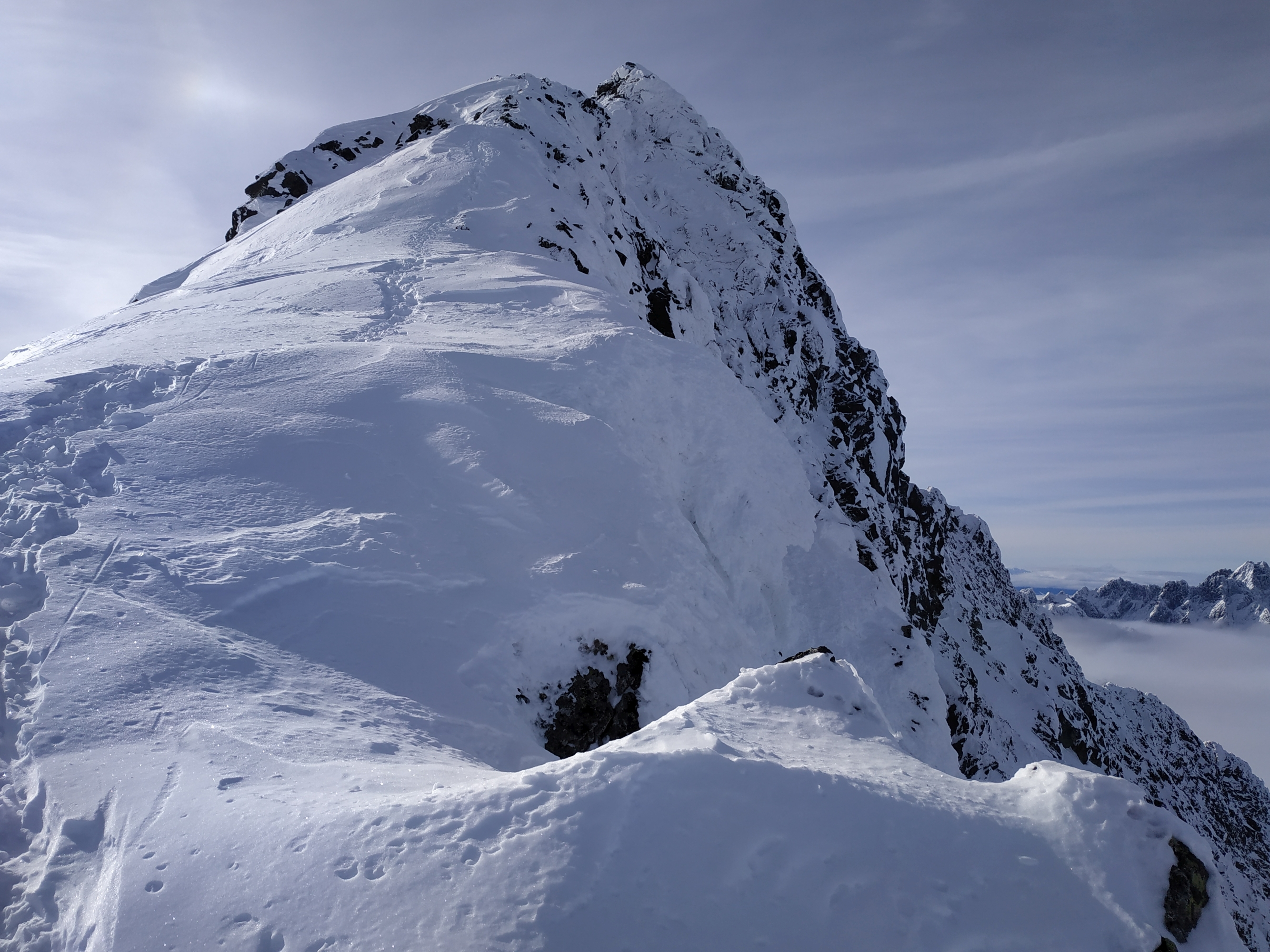
Szczyt

## Historia
Lodowy Szczyt najokazalej prezentuje się od strony Podhala. Od południa, widziany w towarzystwie Łomnicy i Kieżmarskiego Szczytu, wśród nikogo nie budził takich emocji, jak wśród polskich taterników. Na szczyt próbował wejść (bez sukcesu) już Stanisław Staszic w sierpniu 1805 r. Pierwsze odnotowane wejście: John Ball, Wilhelm Richter i nieznany z nazwiska węgierski malarz wraz z przewodnikami z Jurgowa ok. 31 sierpnia 1843 r. Na szczycie był też ks. Józef Stolarczyk z przewodnikami 17 września 1867 r. Wejście odnotował w księdze parafialnej jako pierwsze pokonanie szczytu (nie wiedział o zdobyciu go przez Anglika J. Balla). Zimą (podczas zadymki śnieżnej) pierwsi na szczycie stanęli Theodor Wundt i Jakob Horvay 28 grudnia 1891 r.
Nazwa szczytu najprawdopodobniej związana jest z polami długo utrzymującego się lodu i śniegu. Ze szczytem wiąże się też kilka legend. Stoki Lodowego Szczytu i Dolina Śnieżna były miejscem poszukiwań legendarnych skarbów. Jeden ze swoich wierszy poświęcił Lodowemu Szczytowi Jan Kasprowicz.
W 1938 roku, przy okazji zajmowania przez Polaków Zaolzia, części Spisza i Orawy Lodowy Szczyt znalazł się na terytorium Rzeczypospolitej. Został wtedy najwyższym szczytem Polski. Po II wojnie światowej powrócił w granice Czechosłowacji, a od jej rozpadu leży na Słowacji.